# Hyperolius swynnertoni
Hyperolius swynnertoni és una espècie de granota de la família dels hiperòlids que viu a Moçambic i Zimbàbue.